# Lista congreselor Partidului Comunist Român

## Congresele Partidului Comunist Român
| Nume        | Perioadă       | Locație            |
| Primul      | mai 1921       | București, România |
| al II-lea   | octombrie 1922 | Ploiești, România  |
| al III-lea  | august 1924    | Viena, Austria     |
| al IV-lea   | iulie 1928     | Harkov, Ucraina    |
| al V-lea    | decembrie 1931 | Gorikovo, Rusia    |
| al VI-lea   | februarie 1948 | București, România |
| al VII-lea  | decembrie 1955 | București, România |
| al VIII-lea | iunie 1960     | București, România |
| al IX-lea   | iulie 1965     | București, România |
| al X-lea    | august 1969    | București, România |
| al XI-lea   | noiembrie 1974 | București, România |
| al XII-lea  | noiembrie 1979 | București, România |
| al XIII-lea | noiembrie 1984 | București, România |
| al XIV-lea  | noiembrie 1989 | București, România |